# 久琢磨
久 琢磨（ひさ たくま、1895年11月3日 - 1980年10月31日）は、日本の武道家。大東流合気柔術の継承者である。

## 生涯
1895年、高知県安芸郡佐喜浜村（現・室戸市）出身。大阪の成器商業学校（現在の大阪学芸高等学校・附属中学校）を卒業後、神戸高等商業学校に入学（第13回生）。神戸高商では相撲部のキャプテンを務め、関西学生相撲大会で優勝するなどした。
1919年（大正8年）に神戸高商を卒業し、鈴木商店に入社。鈴木商店と深い関係がある高知商業学校（現在の高知商業高等学校）の校友となり、職務の間に同校をたびたび訪れて相撲部のコーチを務めた。鈴木商店内には「高商派」（神戸高商出身者）と「土佐派」（高知県出身者、とくに高知商業出身者）の派閥があり、久はその双方に属し得る立場であったが、金子直吉の側近を自負した久は土佐派の中核となって行動し、台湾銀行からの金子退陣要求に対して強い抵抗を示した。
1927年（昭和2年）に鈴木商店が倒産すると、大阪朝日新聞社に再就職した。朝日新聞は鈴木商店を敵対視していたが、当時朝日新聞にいた石井光次郎（神戸高商相撲部の大先輩にあたる）の勧誘を受けたとされる。
大阪朝日新聞社勤務時にほか数名と共に右翼対策として、植芝盛平および後に武田惣角より大東流合気柔術を学び免許皆伝を授けられる。また、植芝盛平と武田惣角から伝えられた技法を写真で記録した。大阪府内に関西合気道倶楽部を組織し、朝日新聞大阪本社、竹中工務店、大阪ガス等で大東流を教授する。また、宗家・武田時宗の要請により大東館道場の本部長にも就任した。後に久琢磨の門人達は琢磨会を組織している。弟子に森恕、大神謙吉、宇佐見清道らがいる。

## 板垣会館建設に協力
昭和11年（1936年）、胎中楠右衛門、頭山満、望月圭介らは、板垣退助の生家である高知市・高野寺に板垣会館を建設せんとする谷信讃らの活動に賛同し「板垣会館寄附相撲後援会」を組織。各界の名士113名を集めてこれを応援した。これによって、京都では第三高等学校校長・森氏が協力を表明、大阪では当時、大阪朝日新聞社に勤務していた久琢磨が協力を表明。さらに久琢磨を通して天龍関が「板垣伯報恩相撲」の意向を表明した為、琢磨は大阪朝日新聞社の一室に「板垣会館寄附相撲後援会」の事務局を設け、東京に次いで大阪でも「板垣会館建設寄附興行」を行えるよう協力を請う。その結果、昭和12年（1937年）1月17日、梅田阪急百貨店横に特設された土俵で「板垣伯報恩相撲」が興行された。

## 備考
- 鈴木商店の栄枯盛衰を描いた城山三郎の小説「鼠」において、鈴木商店の生き残りの証人として登場する「久老人」のモデルである[4]。